# Portugal op het Eurovisiesongfestival 1980
Portugal nam deel aan het Eurovisiesongfestival 1980 in Den Haag, Nederland. Het was de 17de deelname van het land op het Eurovisiesongfestival. De selectie verliep via het jaarlijkse Festival da Canção, waarvan de finale plaatsvond op 7 maart 1980. De RTP was verantwoordelijk voor de Portugese bijdrage voor de editie van 1980.

## Selectieprocedure
Net zoals de voorbije jaren werd ook dit jaar de kandidaat gekozen via het jaarlijkse Festival da Canção. De finale vond plaats op 7 maart 1980.
In totaal deden er 9 liedjes mee aan deze finale. De winnaar werd gekozen door 15 regionale jury's.
Finale
| Volgorde | Artiest                 | Lied                  | Punten | Plaats |
| -------- | ----------------------- | --------------------- | ------ | ------ |
| 1        | José Cid                | Um grande grande amor | 92     | 1ste   |
| 2        | Doce                    | Doce                  | 68     | 2de    |
| 3        | Madi                    | Lição de Português    | 45     | 3de    |
| 4        | S.A.R.L.                | Self-made man         | 44     | 4de    |
| 5        | Bric-À-Brac             | Música Portuguesa     | 40     | 5de    |
| 6        | Quarteto "Música Em Si" | Esta página em branco | 24     | 6de    |
| 7        | Manuel José Soares      | Concerto maior        | 10     | 7de    |
| 8        | Dina                    | Guardando em mim      | 5      | 8ste   |
| 9        | Zélia                   | Agosto em Lisboa      | 2      | 9de    |

## In Den Haag
In Den Haag moest Portugal optreden als 14de net na het Verenigd Koninkrijk en voor Nederland.
Na de puntentelling bleek dat Portugal 7de was geëindigd met een totaal van 71 punten. Dit was een evenaring van hun beste prestatie tot dan toe.
Nederland had 5 punten over voor Portugal, België 4 punten.

### Gekregen punten

#### Finale
| 12 punten                 | 10 punten                      | 8 punten             | 7 punten      | 6 punten                 |
| ------------------------- | ------------------------------ | -------------------- | ------------- | ------------------------ |
|                           | - Italië                       | - Noorwegen - Zweden | - Ierland     | - Denemarken - Frankrijk |
| 5 punten                  | 4 punten                       | 3 punten             | 2 punten      | 1 punt                   |
| - Griekenland - Nederland | - België - Luxemburg - Turkije |                      | - Zwitserland | - Duitsland - Finland    |

### Punten gegeven door Portugal

#### Finale
Punten gegeven in de finale:
| 12 punten | Italië              |
| 10 punten | België              |
| 8 punten  | Duitsland           |
| 7 punten  | Verenigd Koninkrijk |
| 6 punten  | Zwitserland         |
| 5 punten  | Ierland             |
| 4 punten  | Nederland           |
| 3 punten  | Oostenrijk          |
| 2 punten  | Spanje              |
| 1 punt    | Griekenland         |

1964 · 1965 · 1966 · 1967 · 1968 · 1969 · 1970 · 1971 · 1972 · 1973 · 1974 · 1975 · 1976 · 1977 · 1978 · 1979 · 1980 · 1981 · 1982 · 1983 · 1984 · 1985 · 1986 · 1987 · 1988 · 1989 · 1990 · 1991 · 1992 · 1993 · 1994 · 1995 · 1996 · 1997 · 1998 · 1999 · 2000 · 2001 · 2002 · 2003 · 2004 · 2005 · 2006 · 2007 · 2008 · 2009 · 2010 · 2011 · 2012 · 2013 · 2014 · 2015 · 2016 · 2017 · 2018 · 2019 · 2020 · 2021 · 2022 · 2023 · 2024 · 2025